# Distrito de San Antonio de Antaparco
El distrito peruano de San Antonio de Antaparco (lenguas quechuas: Antaparqu) es uno de los 12 distritos de la provincia de Angaraes, ubicada en el departamento de Huancavelica, bajo la administración del gobierno regional de Huancavelica, Perú.

## Historia
El distrito fue creado mediante Ley N° 12101 del 7 de abril, en el gobierno del Presidente Manuel A. Odría.

## Geografía
El distrito abarca una superficie de 33.42 km²

## Autoridades

### Municipales
- 2019 - 2022[2]
  - Alcalde: lic. Miguel Huarcaya Barbaran, del Movimiento Regional Ayni.
  - Regidores:

  1. Itler Efraen Ticlla Rupay (Movimiento Regional Ayni)
  2. Cirilo Victoriano Huarcaya Ircañaupa (Movimiento Regional Ayni)
  3. Victor Inocencio Huarcaya Pariona (Movimiento Regional Ayni)
  4. Alberta Ramos Huamaní (Movimiento Regional Ayni)
  5. Áurea Chacchi Huarcaya (Movimiento Independiente de Campesinos y Profesionales)

Alcaldes anteriores
- 2015-2018: Mario Huamán Pariona
- 2011-2014:[3] Urbano Gregorio Ircañaupa Huarcaya, Movimiento Independiente Regional Unidos por Huancavelica (UxH).

## Festividades
- Señor de Amo- 1 de enero
- Virgen del Carmen - 16 de julio
- Virgen del Rosario - 7 de octubre
- Fiesta del Niño Jesus- 25 de diciembre